# Đoàn Châu Mậu
Đoàn Châu Mậu (段周茂, 1917 - 2017) là một nam tài tử điện ảnh Việt Nam.

## Lịch sử
Ông Đoàn Châu Mậu sinh năm 1917 tại tỉnh Hà Đông, Bắc Kỳ, Liên bang Đông Dương. Ông kết hôn với bà Đỗ Thị Diên, người kém ông đúng 1 tuổi, là chị của nữ ca sĩ Minh Đỗ lừng lẫy trên sóng phát thanh và vũ trường Hà Nội thập niên 1950.
Tuy già dặn, nhưng Đoàn Châu Mậu bắt đầu nghiệp điện ảnh rất muộn bằng một phim hợp tác với Mĩ nhan đề Chuyện năm Dần (Year of the tiger, A yank in Viet-Nam) phát hành tháng 11 năm 1963. Cuốn phim này cũng đưa hình ảnh ông và nữ minh tinh Kiều Chinh ra quốc tế, vì thế trong các năm sau, cả ông và Kiều Chinh là gương mặt hầu như phải có trong các phim hợp tác Việt Nam Cộng hòa với quốc tế.
Thập niên 1960 cho tới đầu thập niên 1970 nhờ chính sách bảo trợ văn hóa tích cực của chính phủ, điện ảnh Việt Nam Cộng hòa trên đà khởi sắc và trở thành một trong những nhà sản xuất phim đáng tin cậy tại Á châu. Bản thân nam tài tử Đoàn Châu Mậu được các nhà chế tác điện ảnh Hollywood ưu ái khi sang Việt Nam quay phim, ông được chú ý bởi nét diễn góc cạnh mà ít tài tử đương thời sánh được, dù không xuất thân từ trường lớp đào tạo nào. Nhà làm phim thường định hình ông ở những vai gia trưởng, khắc nghiệt, hay có khi làm trùm thế giới ngầm. Tại Philippines, phong cách điện ảnh của ông thường được báo giới sánh với đệ nhất minh tinh Joseph Estrada.
Tuy nhiên, vai diễn đỉnh cao của nam tài tử Đoàn Châu Mậu lại là nhân vật người chết sống lại trong phim Lệ đá (1971) của đạo diễn Võ Doãn Châu - xuất phẩm mở đầu cho dòng phim kinh dị Việt Nam. Trong phim, ông phải sắm vai một gã gàn dở vừa hồi tỉnh sau cơn chấn động não tưởng chết, mà kì thực là một dạng hồn Trương Ba da hàng thịt. Cái xác ấy nuôi giữ hồn ma người yêu của đại úy Trường Kỳ, cho nên nó phải luôn đi tìm người tình, gây cảnh tượng trái ngang trên màn ảnh thuở ấy: Hai nhân vật nam dắt tay nhau thăm lại những khung trời kỉ niệm yêu đương.
Sau biến cố 30 tháng 04, tài tử Đoàn Châu Mậu đưa vợ và các con sang San Diego lập nghiệp. Từ lúc này ông chỉ thuần túy kinh doanh, thi thoảng mới góp vai phụ trong các phim truyền hình Mĩ.
Năm 1996, người con thứ đưa ông bà sang Hawaii (ngụ 1602 Meyer St. Honolulu, HI 96819) để tiện phụng dưỡng lúc ốm đau. Hồi năm 1999, ông bị vấp cầu thang gây mất trí nhớ, tình huống ngẫu nhiên trùng hợp với vai diễn lừng lẫy trong phim Lệ đá. Ngày 19 tháng 10 năm 1999, sau nhiều ngày săn sóc mà diễn biến cứ xấu dần, gia đình phải chuyển ông vào viện dưỡng lão.

## Sự nghiệp
Trong đời nghệ thuật ngắn ngủi, nam minh tinh Đoàn Châu Mậu đã đóng thảy 16 phim Việt Nam, 7 phim Mĩ và 1 phim Nhật, trong đó có 4 phim chỉ được công bố sau khi đóng máy rất nhiều năm. Tên tuổi ông được truyền thông và công chúng Thái Lan, Đài Loan, Hồng Kông, Đại Hàn, Nhật Bản, Mĩ biết từ thập niên 1960.
| “                                                    | Trước năm 1975, làng điện ảnh Sài Gòn nổi lên một gương mặt ấn tượng, có một phong cách rất đặc biệt - đó là Đoàn Châu Mậu. Đoàn Châu Mậu không có nét đẹp hào hoa hay bóng bẩy của La Thoại Tân, Vân Hùng hoặc Hùng Cường, nhưng ông cuốn hút bởi nét gãy góc, xù xì như một tảng đá hoa cương, đầy chất đàn ông. Đối với điện ảnh, ông là một diễn viên chuyên nghiệp, yêu và sống hết mình với làng nghệ thuật thứ bảy. | ” |
| — Lê Quang Thanh Tâm, Nhớ về minh tinh Đoàn Châu Mậu | |   |

Điện ảnh
- Chuyện năm Dần (Year of the tiger, A yank in Viet-Nam) - Hợp tác với Mĩ, 1963: Đại tá Thái
- Tổ đặc công 13 - 1964
- Destination Vietnam - 1968
- Người về từ đỉnh núi - 1969
- Xin nhận nơi này làm quê hương - 1970
- Từ Sài Gòn tới Điện Biên Phủ (西貢無戰事, Saigon out of war, From Saigon to Dienbien Fu) - Hợp tác Hồng Kông và Đài Loan, 1970: Đại tá Lâm
- Như hạt mưa sa - 1971: Lão Hạnh
- Lệ đá (Tear of stone) - 1971: Người chết sống lại
- Sau giờ giới nghiêm - 1972: Trùm buôn lậu
- Người chồng bất đắc dĩ - 1973
- Tuổi dại (Green age) - 1974: Ba Linh
- Hải vụ 709 (Mission 709) - Hợp tác Thái Lan, 1974
- Giã biệt Sài Gòn (告别西貢) - Hợp tác Nhật Bản, 1975: Bố già Trần
- Lou Grant: Immigrants - 1982: Đại tá Nguyễn Văn Long
- Vietnam War story: The last days. The last soldier - 1989: Trung úy Chương
- Bên kia màn sương - 1990
- Trời và đất (Heaven and earth) - 1993: Tu sĩ ở California

Vinh dự
- Vai chính xuất sắc nhất (phim Lệ đá) - Giải thưởng văn học nghệ thuật toàn quốc, Sài Gòn, 1971
- Đại diện Việt Nam tại Ngày Điện Ảnh Á Châu, Đài Bắc, 1971

## Quyến thuộc
- Phu nhân: Đỗ Thị Diên
- Tử tức: Đoàn Châu Nhi[5] (nhạc sĩ), Đoàn Thanh Vân (ca sĩ - phu nhân nhạc sĩ Ngô Thụy Miên[6]), Đoàn Thanh Tuyền (ca sĩ), Đoàn Châu Quán, Đoàn Thanh Sâm

## Liên kết
1. ↑  Đạo diễn điện ảnh
2. ↑  Tài tử lão thành Đoàn Châu Mậu té trọng thương
3. ↑  Tôi giấu phim Hải vụ 709 trong nhà
4. ↑  Nhớ về minh tinh Đoàn Châu Mậu
5. ↑  Phân ưu nhạc sĩ Đoàn Châu Nhi
6. ↑  Ngô Thụy Miên sau 35 năm hoạt động âm nhạc

### Tư liệu
- Thông tin tài tử Đoàn Châu Mậu[liên kết hỏng]
- Những danh hiệu một thời vang bóng[liên kết hỏng]
- 4 nam tài tử phong độ và được yêu thích nhất của điện ảnh Việt Nam Cộng hòa Lưu trữ ngày 2 tháng 3 năm 2020 tại Wayback Machine